# La Riba d'Amunt
La Riba d'Amunt és una masia d'Osor (Selva) inclosa a l'Inventari del Patrimoni Arquitectònic de Catalunya.

## Descripció
El mas de la Riba d'Amunt, de planta rectangular, consta de planta baixa i pis superior i està cobert amb una teulada a dues aigües de vessants a laterals. La planta baixa consta de tres portals: dos de quadrangulars i equipats amb llinda rústica de fusta i uns poderosos muntants de pedra molt ben desbastats i treballats i el tercer ubicat a l'extrem esquerre amb una petita llinda i muntants laterals, bastant irregulars.
En el primer pis trobem dues obertures: la del centre consta de llinda monolítica, muntants i ampit treballat. En la llinda hi ha incís un arc i al centre un petit motiu circular. A l'extrem dret tenim una finestra quadrangular equipada amb llinda monolítica, muntants de pedra i ampit treballat. En la llinda apareixen esculpides, en baix relleu, cinc cares amb una gran varietat d'expressions i registres facials. La cara del mig està coronada amb una petita creu. Sota de les dues finestres trobem la solució arquetípica que consisteix en disposar dues o tres pedres com a mesura de reforç en la sustentació de la pesant finestra. Tanca la façana un ràfec format per dues fileres de teula.
La masia està ubicada en un terreny molt irregular com és un pendent. Per tal de salvar el desnivell físic existent, s'ha construït dos poderosos contraforts, el primer en la part frontal i el segon en el lateral.
La façana principal presenta una vista homogènia, tot el contrari de la part posterior la qual evidencia i és un testimoni directa de les múltiples reformes, ampliacions i intervencions que s'han practicat en la masia.
Exempta, davant de la masia trobem una petita construcció que executaria les tasques de paller o dependències de treball. Es tracta d'una construcció de dues plantes coberta amb una teualada a dues aigües de vessants a laterals.
Pel que fa al tema dels materials, tant en la masia pròpiament com en el paller prima la pedra. Una pedra que la trobem present en dos formats diferents: per una banda, els blocs de pedra irregulars i sense desbastar i treballar amb còdols manipulats a cops de martell i lligats amb morter de calç. Mentre que per l'altra grans blocs de pedra molt ben desbastats i escairats localitzats tant en les llindes, com els muntants i ampits de les diverses obertures de la masia.

## Història
El mas de la Riba d'Amunt apareix esmentat el 1316. Se sap que la Riba d'Amunt l'any 1452 estava deshabitada i que Sança Ximenis de Foix i Cabrera, senyora de la Vall d'Osor feu gestions perquè es rehabilités. L'actual edifici correspon a un reforma del segle xvi, que ha previngut sense modificacions d'importància.